# Gerswalde
Gerswalde ist eine amtsangehörige Gemeinde im Landkreis Uckermark im Norden von Brandenburg (Deutschland). Sie ist Verwaltungssitz des Amtes Gerswalde.

## Geografie
Die großflächige Gemeinde liegt in der wald- und seenreichen Region Uckermark zwischen den Städten Prenzlau und Templin. Das Gemeindegebiet reicht im Nordosten bis zum Oberuckersee (Ortsteil Fergitz). Das hügelige Gebiet erreicht im Weinberg nahe dem Ortsteil Groß Fredenwalde eine Höhe von 111 m ü. NHN. Die nach dem Ort benannte Gerswalder Staffel ist eine Eisrandlage der letzten Eiszeit (Weichselvereisung). Die kleinen Gräben und Bäche entwässern zum Oberuckersee beziehungsweise zur Ucker.

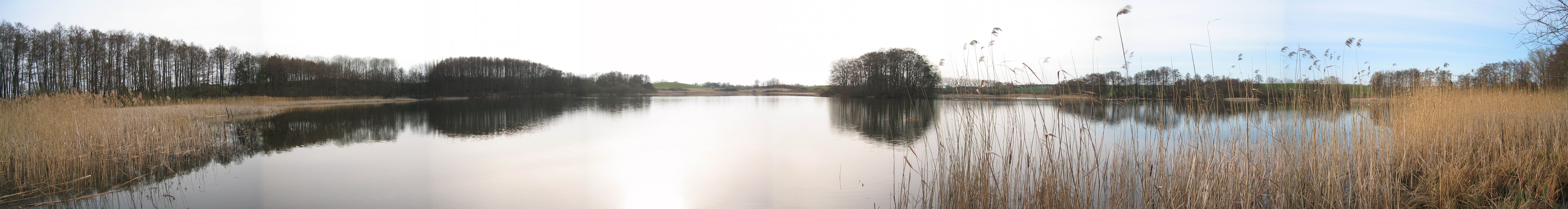
Haussee

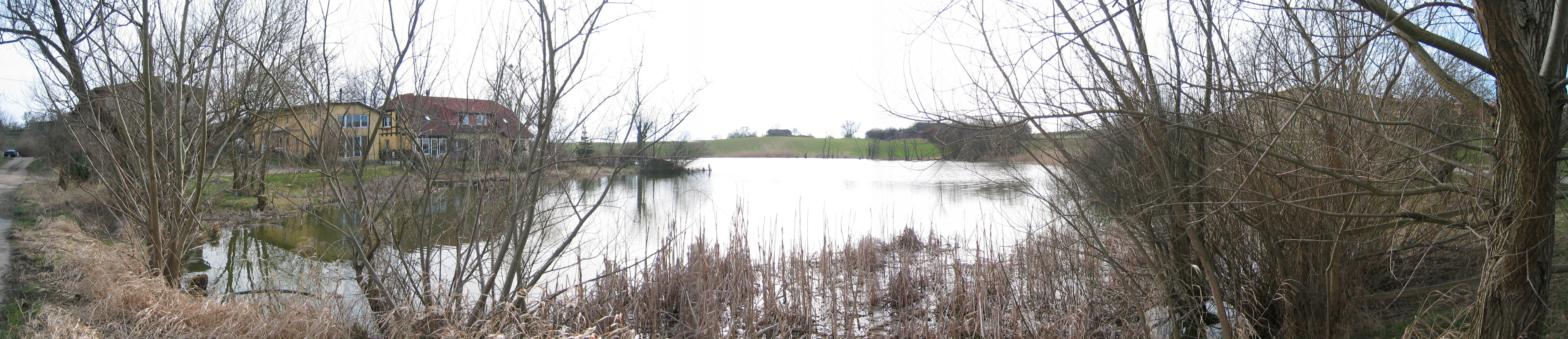
Herrensteiner See

Umgeben wird Gerswalde von den Nachbargemeinden Nordwestuckermark im Norden, Oberuckersee im Nordosten, Flieth-Stegelitz im Osten, Temmen-Ringenwalde im Süden, Milmersdorf im Südwesten, Templin und Mittenwalde im Westen sowie Boitzenburger Land im Nordwesten.

## Gemeindegliederung

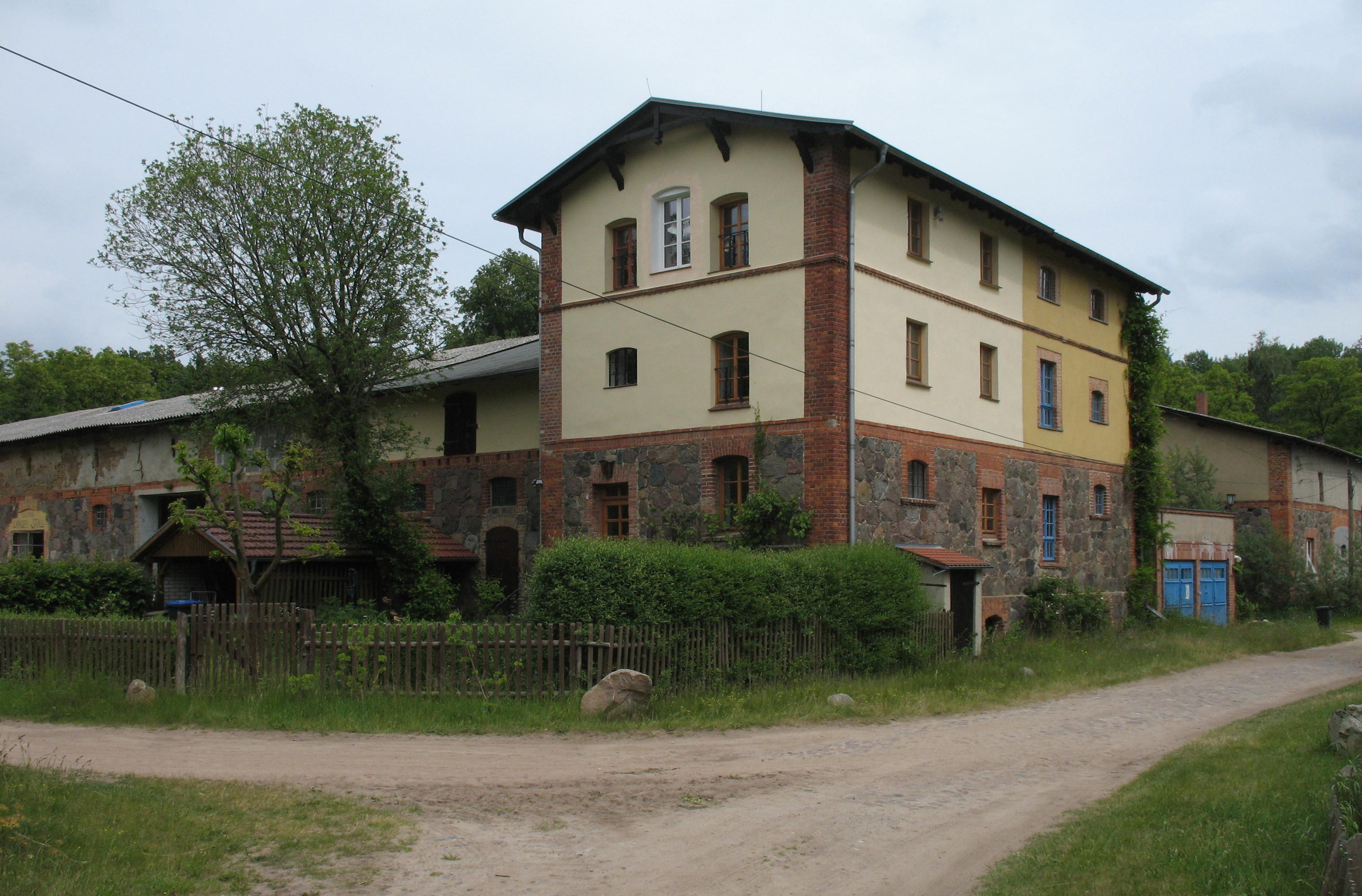
Haus Waldscheune in Arnimswalde

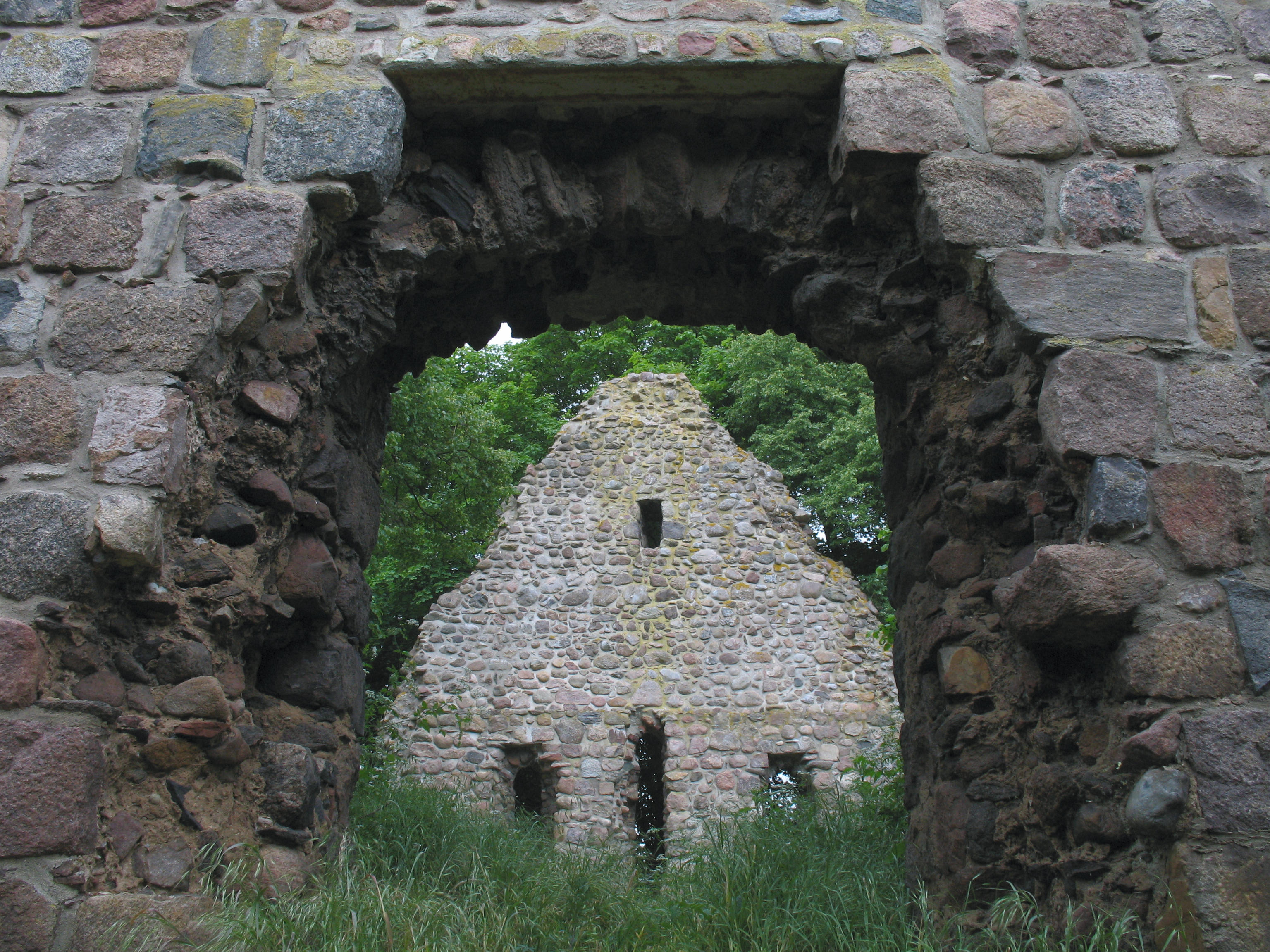
Wüste Kirche in Berkenlatten

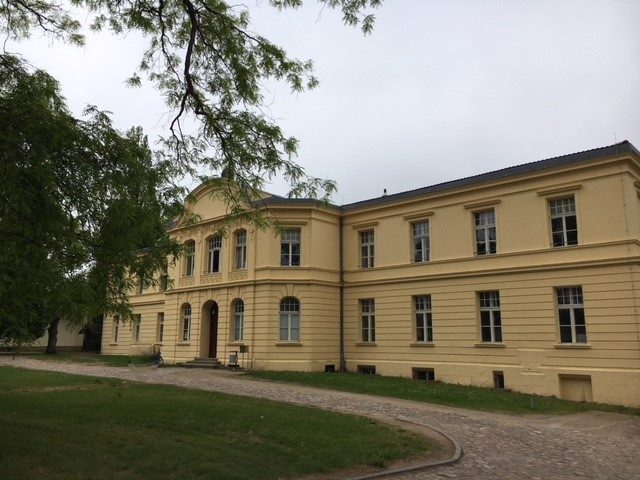
Schloss Gerswalde

Die Gemeinde Gerswalde besitzt keine Ortsteile im kommunalrechtlichen Sinne, d. h. mit Ortsvorsteher und/oder Ortsbeirat, sondern nur Gemeindeteile und Wohnplätze.
Bewohnte Gemeindeteile
| - Arnimswalde - Berkenlatten - Böckenberg - Briesen - Buchholz - Fergitz - Friedenfelde | - Friedenfelder Weg - Gerswalde - Groß Fredenwalde - Gustavsruh - Herrenstein - Kaakstedt | - Krohnhorst - Klein Fredenwalde - Neudorf - Pinnow - Weiler - Willmine |

Wohnplätze
| - Achimswalde - Gerswalder Siedlung | - Haßlebener Siedlung - Stiern |

Frühere, heute nicht mehr vorhandene Wohnplätze sind: Albertinenhof, Kronsfenn und Neutanger auf der Gemarkung von Groß Fredenwalde sowie das heute nicht mehr als amtlicher Wohnplatz ausgewiesene Gehöft Schwemmpfuhl.

## Geschichte
Im Gebiet um Gerswalde begannen im 11. Jahrhundert Rodungen.
- Gerswalde wurde 1256 als Gyrswalde urkundlich erstmals an der Handelsstraße von Magdeburg nach Stettin erwähnt.
- Herrenstein liegt nordöstlich von Templin und wurde 1755 von Otto von Arnim als Molkerei angelegt. 1795 ist der Ort als Pächterei urkundlich erwähnt. 1821 war es dann Vorwerk Herrenstein mit etwa 100 Einwohnern, 1821 waren es 146 Einwohner. Das alte Gutshaus ist noch heute erhalten.[3]

- Kaakstedt wurde erstmals 1284 als Kocstede urkundlich erwähnt. Die Stadt, so sagt es der Name, stammt von Albertus de Cocstede ab, der hier sesshaft war. Namenforscher vermuten eine Übertragung des Namens von Cochstedt bei Aschersleben.[4] Die Kirche des Ortes stammt aus dem 13. Jahrhundert und wurde im 18. Jahrhundert um einen Turm aus Backstein erweitert wurde. Ursprünglich hatte der Turm eine offene Laterne, die 1971 wegen Baufälligkeit entfernt wurde; 1988 wurde ein ziegelgedecktes Zeltdach errichtet.[5]

- Willmine entstand 1765, als Fredenwalde geteilt wurde. Der Name kommt von der Frau des Besitzers des Ortes Kurt Friedrich von Arnim, Johanne Wilhelmine geb. von Dargitz.[6]

Behelfsdenkmal für Dorothee Elisabeth Tretschlaff (2008)

- In Fergitz wurde 1701 die 15-jährige Magd Dorothee Elisabeth Tretschlaff als Hexe hingerichtet. Sie war das letzte Todesopfer der Hexenverfolgung in Brandenburg. Die Umstände dieses Hexenprozesses waren Gegenstand eines Untersuchungsberichtes des Hof- und Landrichters der Uckermark, Thomas Böttcher, beauftragt von König Friedrich I. in Preußen. 2008 wurde im Rahmen einer Kunstausstellung von der Berliner Künstlerin Stefka Ammon ein Behelfsdenkmal für Dorothee Elisabeth Tretschlaff errichtet.[7] Ein dauerhaftes Denkmal ist bisher noch nicht entstanden.

Die heutigen Ortsteile der Gemeinde gehörten seit 1817 zum Kreis Templin in der preußischen Provinz Brandenburg und ab 1952 zum Kreis Templin im DDR-Bezirk Neubrandenburg. Seit 1993 liegen sie im brandenburgischen Landkreis Uckermark.
Am 31. Dezember 2001 wurden die vormals selbstständigen Gemeinden Friedenfelde, Gerswalde, Groß Fredenwalde, Kaakstedt und Krohnhorst zur neuen Gemeinde Gerswalde zusammengefasst.
Aufgrund des Zuzugs von Berlinern sind die Immobilienpreise seit den 2010er-Jahren stark gestiegen. Aufgrund verschiedener Kulturprojekte, die sich im Ort ansiedelten, bezeichnete die FAZ Gerswalde 2021 als „Berlins hipsten Vorort“.

## Bevölkerungsentwicklung
| Jahr | Einwohner |
| ---- | --------- |
| 1875 | 1 376     |
| 1890 | 1 354     |
| 1910 | 1 294     |
| 1925 | 1 171     |
| 1933 | 1 433     |
| 1939 | 1 349     |

| Jahr | Einwohner |
| ---- | --------- |
| 1946 | 1 875     |
| 1950 | 1 753     |
| 1964 | 1 641     |
| 1971 | 1 376     |
| 1981 | 1 268     |
| 1985 | 1 274     |

| Jahr | Einwohner |
| ---- | --------- |
| 1990 | 1 235     |
| 1995 | 1 086     |
| 2000 | 1 059     |
| 2005 | 1 815     |
| 2010 | 1 672     |
| 2015 | 1 604     |

| Jahr | Einwohner |
| ---- | --------- |
| 2020 | 1 588     |
| 2021 | 1 554     |
| 2022 | 1 520     |
| 2023 | 1 483     |
| 2024 | 1 468     |

Gebietsstand des jeweiligen Jahres, Einwohnerzahl: Stand 31. Dezember (ab 1991), ab 2011 auf Basis des Zensus 2011, ab 2022 auf Basis des Zensus 2022

## Politik

### Gemeindevertretung
Die Gemeindevertretung von Gerswalde besteht aus 12 Gemeindevertretern und der ehrenamtlichen Bürgermeisterin. Die Kommunalwahl am 9. Juni 2024 führte bei einer Wahlbeteiligung von 75,4 % zu folgendem Ergebnis:
| Partei / Wählergruppe                             | Stimmenanteil 2019 | Sitze 2019 |        | Stimmenanteil 2024 | Sitze 2024 |
| ------------------------------------------------- | ------------------ | ---------- | ------ | ------------------ | ---------- |
| Interessengemeinschaft für die Gemeinde Gerswalde | –                  | –          | 22,1 % | 3                  |            |
| CDU                                               | 26,3 %             | 3          | 16,3 % | 2                  |            |
| Forum für Respekt und Toleranz                    | 16,4 %             | 2          | 15,7 % | 2                  |            |
| Wählergemeinschaft für die Gemeinde Gerswalde     | 13,2 %             | 2          | 12,0 % | 2                  |            |
| AfD                                               | –                  | –          | 09,8 % | 1                  |            |
| Die Linke                                         | 13,4 %             | 2          | 08,8 % | 1                  |            |
| BVB/Freie Wähler                                  | –                  | –          | 04,1 % | 1                  |            |
| Bündnis 90/Die Grünen                             | 04,3 %             | –          | 03,1 % | –                  |            |
| FDP                                               | 04,6 %             | 1          | 02,7 % | –                  |            |
| Einzelbewerber Wolfgang Klaffki                   | –                  | –          | 02,4 % | –                  |            |
| Einzelbewerberin Maxie Collin                     | –                  | –          | 01,9 % | –                  |            |
| Einzelbewerber Jannik Kunz                        | –                  | –          | 01,2 % | –                  |            |
| Aktiv für unser Dorf                              | 19,2 %             | 2          | –      | –                  |            |
| Bauern-Ländlicher Raum                            | 02,5 %             | –          | –      | –                  |            |
| Insgesamt                                         | 100 %              | 12         | 100 %  | 12                 |            |

### Bürgermeister
- 1998–2003: Heinz Pullwitt[16]
- 2003–2008: Oliver Nowatzki[17]
- 2008–2024: Ernst Zeiger[18]
- seit 2024: Eva-Maria Meister (CDU)

Zeiger wurde in der Bürgermeisterwahl am 26. Mai 2019 ohne Gegenkandidat mit 69,8 % der gültigen Stimmen wiedergewählt.
Meister wurde in der Bürgermeisterstichwahl am 30. Juni 2024 mit 56,1 % der gültigen Stimmen zu seiner Nachfolgerin gewählt. Ihre Amtszeit beträgt fünf Jahre.

## Sehenswürdigkeiten

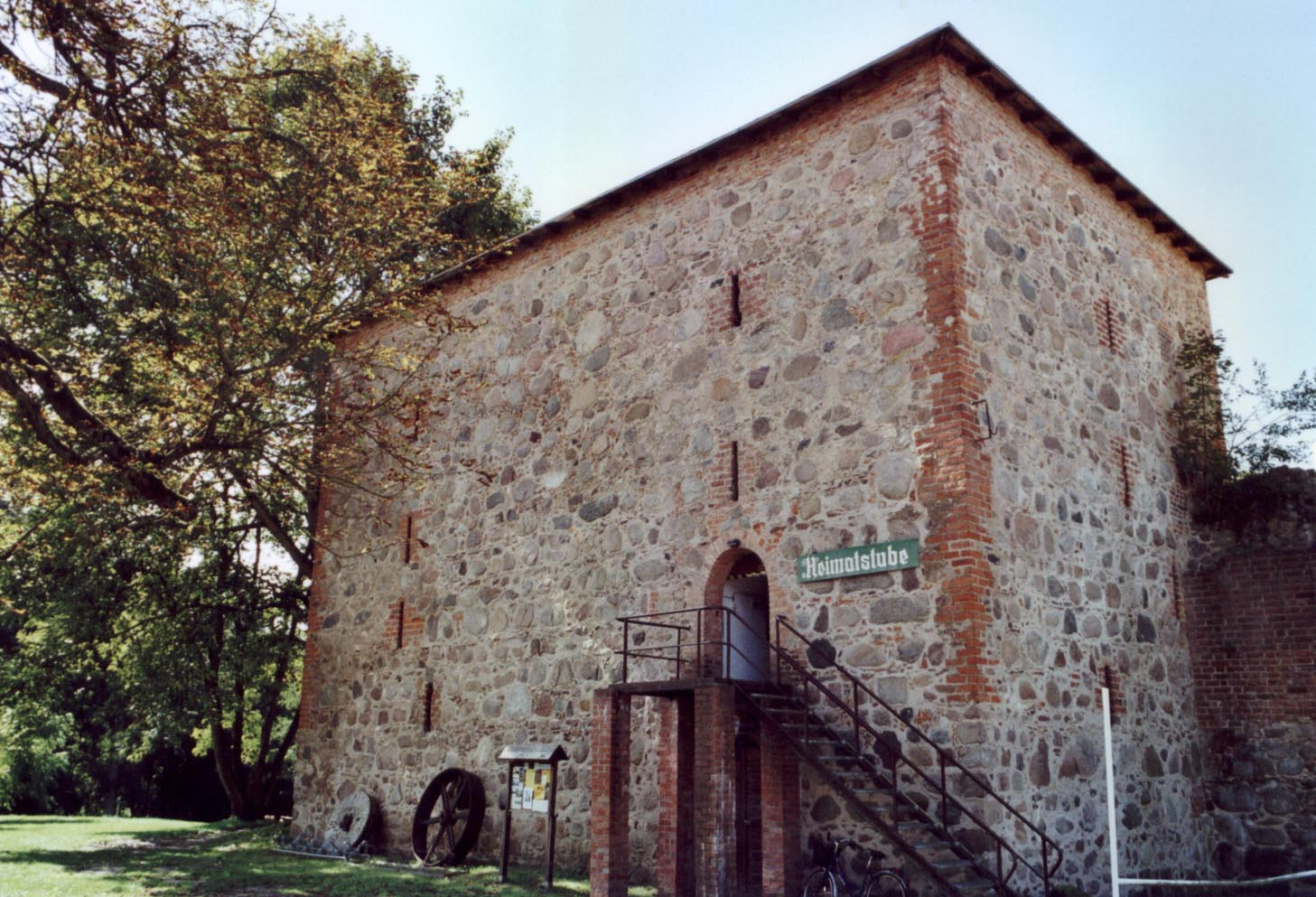
Burg Gerswalde

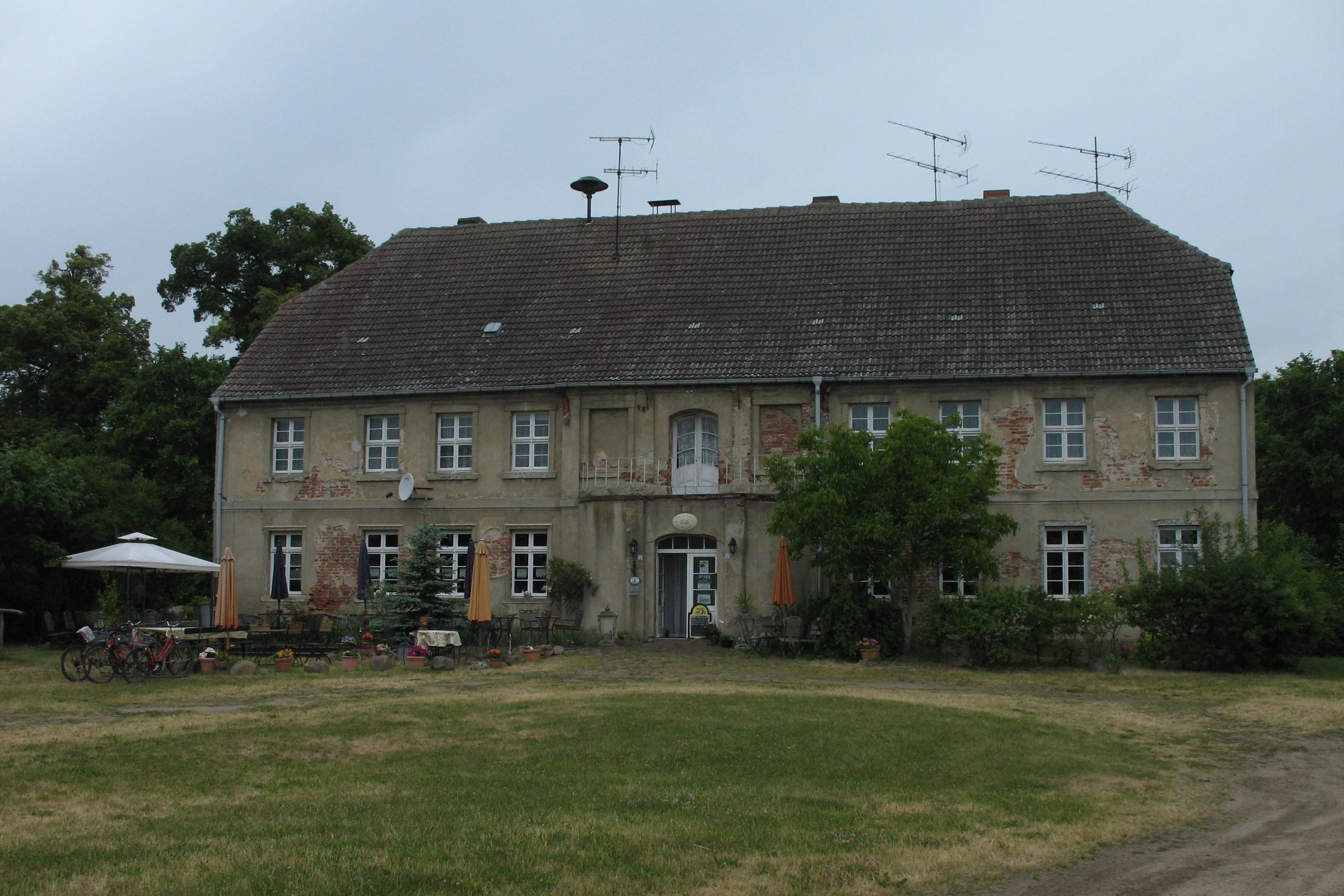
Gutshaus in Friedenfelde

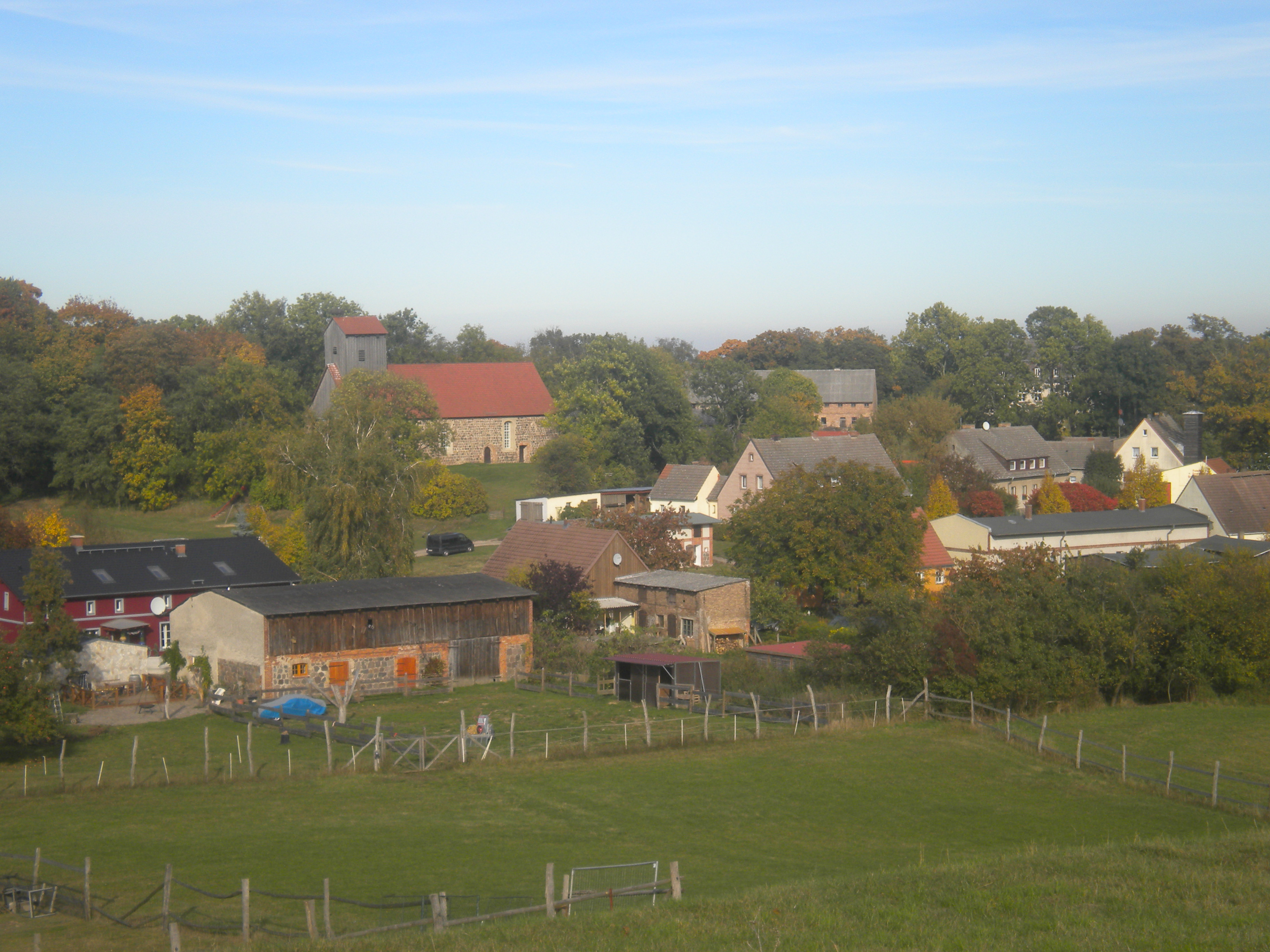
Blick auf Groß Fredenwalde

In der Liste der Baudenkmale in Gerswalde stehen die in der Denkmalliste des Landes Brandenburg eingetragenen Baudenkmale.
- Marktplatz Gerswalde mit der Dorfkirche Gerswalde und einer Heimatstube
- Wasserburg Gerswalde, heute als Jugendheim genutzt
- Wüste Kirche Berkenlatten südlich von Gerswalde bei Berkenlatten
- Gutshaus Friedenfelde im Ortsteil Friedenfelde
- Wallberg, vermutlich südlichste bekannte mittelslawische Burganlage im deutschen Ostseeraum im Ortsteil Groß Fredenwalde
- Mittelsteinzeitliches Gräberfeld auf dem Weinberg bei Groß Fredenwalde, ausgegraben seit 1962 und erneut ab 2012. 2014 wurde die früheste bekannte Kinderbestattung in Mitteleuropa gefunden.[22]
- Werkhaus der Tischlerei Schütze, entstanden aus einer alten Schlossereihalle von 1987, nominiert für den Brandenburgischen Baukulturpreis 2013[23]

## Verkehr
Gerswalde liegt an der Landesstraße L 24 zwischen der Gemeinde Boitzenburger Land und dem Angermünder Ortsteil Greiffenberg sowie der L 242, die den Kernort Gerswalde mit dem Gemeindeteil Willmine verbindet; die nächstgelegene Autobahnanschlussstelle ist Pfingstberg an der A 11 Berlin–Stettin.
Die Buslinie 504 des VBB verbindet Gerswalde mit Templin und Wilmersdorf und den dortigen Bahnhöfen - mit Einstellung der Bahnstrecke Templin–Prenzlau mit dem Haltepunkt in Mittenwalde ist heute der nächstliegende Bahnhof in Milmersdorf 12 Kilometer entfernt.

## Söhne und Töchter der Gemeinde
- Valentin Dietloff von Arnim (1714–1802), Jurist am Kammergericht Berlin
- Carl Ludolf Bernhard von Arnim (1753–1828), preußischer Regierungspräsident
- Friedrich Wilhelm von Arnim (1786–1852), Berliner Polizeipräsident
- Richard von Arnim (1831–1901), preußischer Offizier
- Helga Vowinckel (1930–1986), Kernkraftgegnerin